# Niagara Falls (circonscription provinciale)
Pour les articles homonymes, voir Niagara Falls.
Circonscription électorale provinciale du Canada
Niagara Falls est une circonscription provinciale de l'Ontario représentée à l'Assemblée législative de l'Ontario depuis 1914.

## Géographie
La circonscription est située dans le sud de l'Ontario, sur les rives de la rivière Niagara entre les lacs Érié et Ontario. Les entités municipales formant la circonscription sont Niagara Falls, Fort Érié et Niagara-on-the-Lake.
Les circonscriptions limitrophes sont St. Catharines et Niagara-Centre (auparavant Welland).

## Historique
| Législature   | Années        | Député | Député              | Parti                     |
| ------------- | ------------- | ------ | ------------------- | ------------------------- |
| Niagara Falls |               |        |                     |                           |
| 14e           | 1914-1919     |        | George Musgrove     | Conservateur              |
| 15e           | 1919-1923     |        | Charles Swayze      | Travailliste              |
| 17e           | 1923-1926     |        | William Gore Wilson | Conservateur              |
| 17e           | 1926-1929     |        | William Gore Wilson | Conservateur              |
| 18e           | 1929-1934     |        | William Gore Wilson | Conservateur              |
| 19e           | 1934-1937     |        | William Houck       | Libéral                   |
| 20e           | 1937-1943     |        | William Houck       | Libéral                   |
| 21e           | 1943-1945     |        | Cyril Overall       | CCF                       |
| 22e           | 1945-1948     |        | Carl Hanniwell      | Progressiste-conservateur |
| 23e           | 1948-1951     |        | William Houck       | Libéral                   |
| 24e           | 1951-1953     |        | William Houck       | Libéral                   |
| 24e           | 1953-1955     |        | Arthur Jolley       | Progressiste-conservateur |
| 25e           | 1955-1959     |        | Arthur Jolley       | Progressiste-conservateur |
| 26e           | 1959-1963     |        | George Bukator      | Libéral                   |
| 27e           | 1963-1967     |        | George Bukator      | Libéral                   |
| 28e           | 1967-1971     |        | George Bukator      | Libéral                   |
| 29e           | 1971-1975     |        | John Clement        | Progressiste-conservateur |
| 30e           | 1975-1977     |        | Vince Kerrio        | Libéral                   |
| 31e           | 1977-1981     |        | Vince Kerrio        | Libéral                   |
| 32e           | 1981-1985     |        | Vince Kerrio        | Libéral                   |
| 33e           | 1985-1987     |        | Vince Kerrio        | Libéral                   |
| 34e           | 1987-1990     |        | Vince Kerrio        | Libéral                   |
| 35e           | 1990-1995     |        | Margaret Harrington | Néo-démocrate             |
| 36e           | 1995-1999     |        | Bart Maves          | Progressiste-conservateur |
| 37e           | 1999-2003     |        | Bart Maves          | Progressiste-conservateur |
| 38e           | 2003-2007     |        | Kim Craitor         | Libéral                   |
| 39e           | 2007-2011     |        | Kim Craitor         | Libéral                   |
| 40e           | 2011-2014     |        | Kim Craitor         | Libéral                   |
| 40e           | 2014-2014     |        | Wayne Gates         | Néo-démocrate             |
| 41e           | 2014-2018     |        | Wayne Gates         | Néo-démocrate             |
| 42e           | 2018-2022     |        | Wayne Gates         | Néo-démocrate             |
| 43e           | 2022–2025     |        | Wayne Gates         | Néo-démocrate             |
| 44e           | 2025–en cours |        | Wayne Gates         | Néo-démocrate             |

## Circonscription fédérale
Depuis les élections provinciales ontariennes du 4 octobre 2007, l'ensemble des circonscriptions provinciales et des circonscriptions fédérales sont identiques.